# Lian Qian
Lian Qian (* 19. Februar 1983 in China) ist eine aus China stammende Tischtennisspielerin, die seit 2004 international für die Dominikanische Republik auftritt. 2008 nahm sie an den Olympischen Spielen teil.
Mehrere Goldmedaillen gewann Lian Qian bei den Latein-Amerikanischen Meisterschaften, etwa 2005 im Einzel und Mixed (mit Lin Ju) sowie 2008 im Doppel mit Wu Xue und mit der Mannschaft. Dazu kommt Silber 2008 im Einzel und im Mixed mit Juan Antonio Vila Batista. 
2006 und 2006 nahm sie an der Weltmeisterschaft teil, ohne dabei in die Nähe von Medaillenrängen zu kommen. 2008 qualifizierte sie sich erstmals für die Teilnahme an den Olympischen Spielen. Dabei setzte sie sich in der Vorrunde gegen Victorine Agum Fomum aus Kamerun durch. Danach schied sie in der Hauptrunde gegen die Thailänderin Nanthana Komwong aus. Mit der Mannschaft kam sie auf Platz 13.

## Turnierergebnisse
| Verband | Veranstaltung               | Jahr | Ort            | Land | Einzel        | Doppel    | Mixed     | Team |
| ------- | --------------------------- | ---- | -------------- | ---- | ------------- | --------- | --------- | ---- |
| DOM     | Latin American Championship | 2008 | Santo Domingo  | DOM  | Silber        | Gold      | Silber    | 1    |
| DOM     | Latin American Championship | 2005 | Punta Del Este | URU  | Gold          |           | Gold      |      |
| DOM     | Olympische Spiele           | 2008 | Peking         | CHN  | letzte 128    |           |           | 13   |
| DOM     | PAN-American Games          | 2007 | Rio de Janeiro | BRA  | Viertelfinale |           |           |      |
| DOM     | Pro Tour                    | 2004 | Chicago        | USA  | letzte 32     |           |           |      |
| DOM     | Weltmeisterschaft           | 2006 | Bremen         | GER  |               |           |           | 27   |
| DOM     | Weltmeisterschaft           | 2005 | Shanghai       | CHN  | letzte 128    | letzte 64 | Scratched |      |
| DOM     | World Cup                   | 2005 | Guangzhou      | CHN  | 13.–16. Platz |           |           |      |